# LSG Group

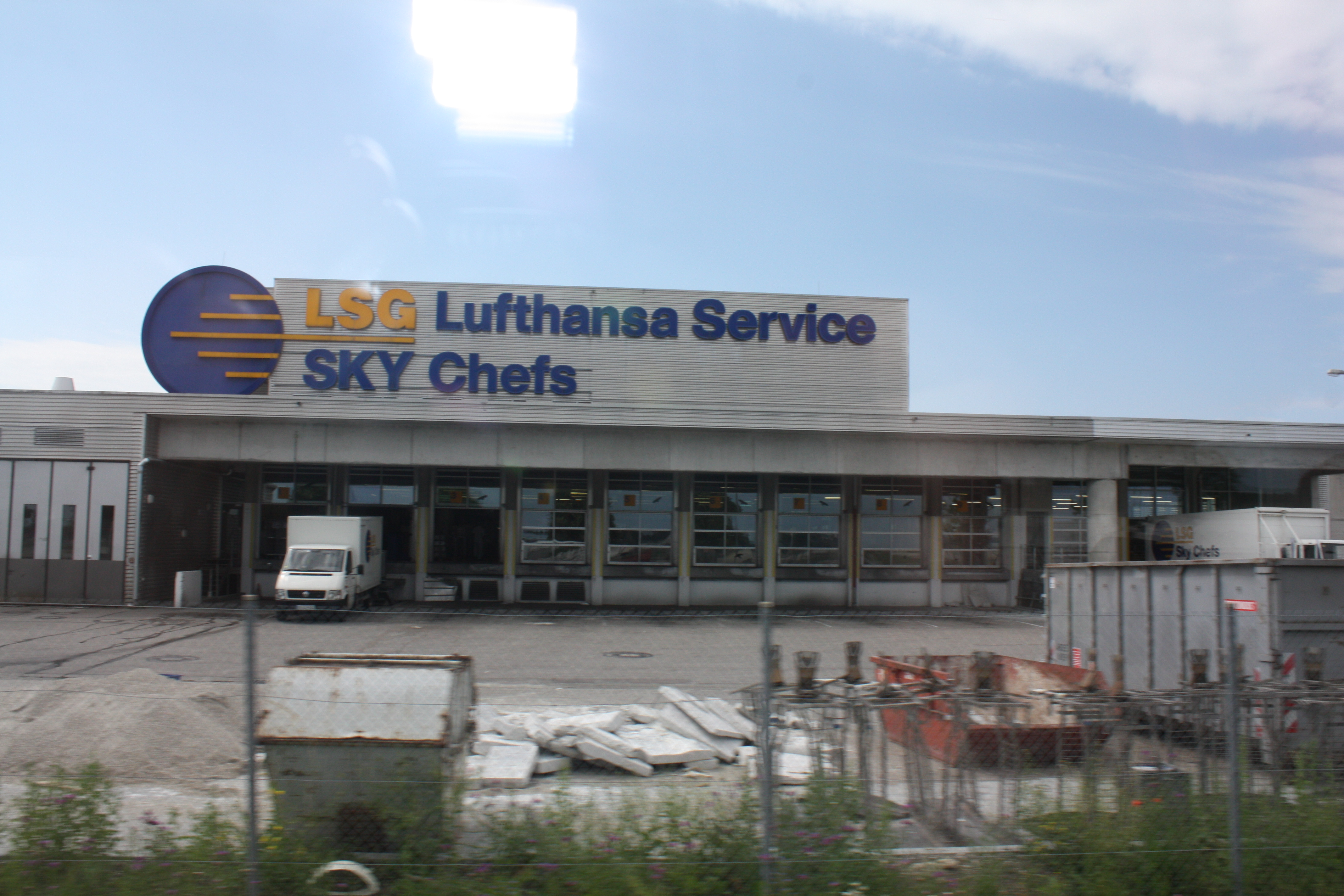
LSG Sky Chefs in München

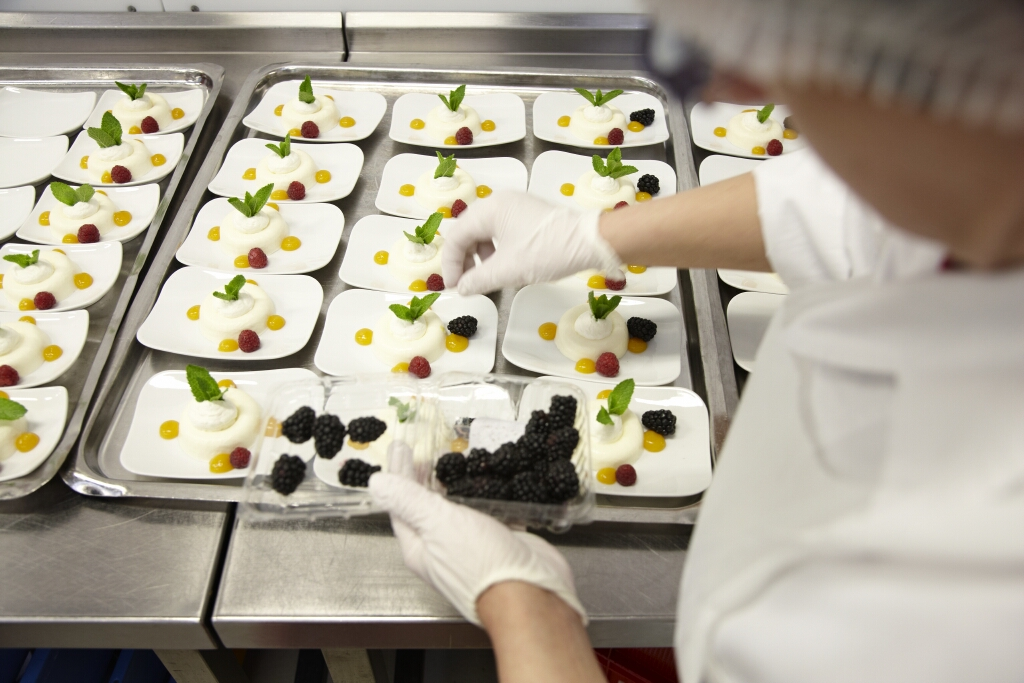
LSG Sky Chefs produziert weltweit täglich mehr als eine Million Mahlzeiten.

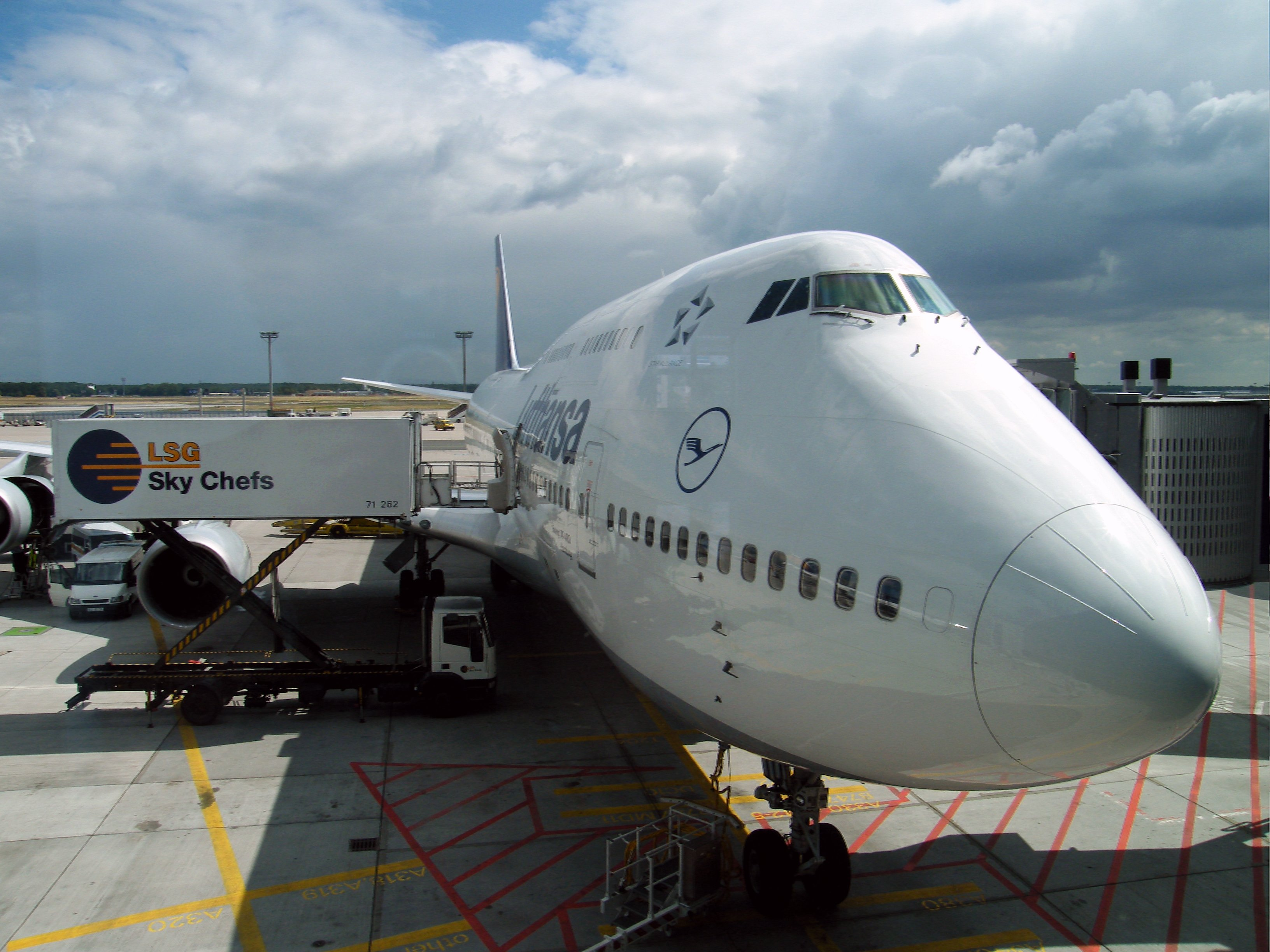
Flughafen Frankfurt Main: Catering einer Boeing 747 der Lufthansa durch LSG Sky Chefs

LSG Group (eingetragen als LSG Airline Catering & Retail GmbH) ist ein deutsches Catering- und Einzelhandelsunternehmen. Bis zum vollständigen Verkauf 2023 gehörte das Unternehmen der Deutschen Lufthansa AG. Bekannteste Marke des Unternehmens ist LSG Sky Chefs.
Nach der Übernahme des operativen Catering-Geschäfts in Europa durch die Gategroup (2020), ist die LSG Sky Chefs nur noch außerhalb Europas tätig.

## Allgemeines
Mit einem Marktanteil von weltweit 30 Prozent war sie zeitweise der größte Anbieter von Bordverpflegung. Auf dem deutschen Markt lag die LSG mit einem Umsatz von 714 Millionen Euro im Jahr 2011 auf Platz 3 der größten Systemgastronomen in Deutschland.
LSG Airline Catering & Retail GmbH, die Muttergesellschaft von LSG Sky Chefs, hat ihren Sitz in Frankfurt am Main. Mit der Übernahme der American-Airlines-Tochter Sky Chefs, Inc. durch die LSG Lufthansa Service GmbH (LSG) wurde 1993 die Dachmarke LSG Sky Chefs ins Leben gerufen. Das Kürzel LSG ist eine Abkürzung für Lufthansa Service GmbH, später für Lufthansa Servicegesellschaft.
Im Dezember 2019 hat die Lufthansa das Catering-Europageschäft der LSG an die Gategroup verkauft; ein Jahr später, im Dezember 2020, wurde der Verkauf vollzogen. Bei den beiden größten Werken an den Hubs in Frankfurt und München ist die Lufthansa mit einem Minderheitsanteil weiterhin beteiligt. Im Jahr 2023 veräußerte die Lufthansa den verbliebenen Teil des Unternehmens an die Beteiligungsgesellschaft Aurelius.

## Geschichte
- 1941: American Airlines gründet Sky Chefs
- 1966: LSG Lufthansa Service GmbH (LSG) wird gegründet
- 1993: LSG kauft 25 % von Sky Chefs, Inc., Dachmarke LSG Sky Chefs entsteht
- 1995: Gründung der LSG Lufthansa Service Holding AG
- 1995–2001: LSG übernimmt Sky Chefs, Inc. durch Kauf aller restlichen Anteile
- 2016: LSG übernimmt Retail inMotion
- 2020: Verkauf des Europageschäfts von LSG Sky Chefs an die Gategroup[5][6]
- 2023: Verkauf der LSG Group von Lufthansa an Aurelius
- 2024: Umfirmierung von LSG Lufthansa Service Holding AG in LSG Airline Catering & Retail GmbH

## Unternehmen
Die 133 Unternehmen der LSG Group mit 210 Betrieben in 51 Ländern bedienen weltweit über 300 Fluggesellschaften; jährlich werden derzeit etwa 578 Mio. Mahlzeiten produziert. LSG Sky Chefs fertigte allein am Flughafen Frankfurt Main über ihre Töchter LSG Sky Chefs Frankfurt International GmbH und LSG Sky Chefs Frankfurt ZD GmbH täglich 350 Flüge der Lufthansa und ihrer Partner ab. Neben dem eigentlichen Catering gehören auch das Bereitstellen des Bordserviceequipments und die damit verbundene Logistik sowie das Management des Bordservices und des Bordverkaufs zu den Geschäftsbereichen der LSG Group. Der konsolidierte Umsatz nahm vor allem durch die Übernahme von Sky Chefs, Inc. stark zu.
Während die LSG Group im Jahr 2010 einen Umsatz von 685 Millionen Euro in Deutschland machte, waren es 2011 bereits 714 Millionen, wobei die Betriebsanzahl mit 19 konstant blieb.

### Umsatzentwicklung
- 2000: 1,1 Mrd. Euro
- 2001: 2,5 Mrd. Euro
- 2002: 3,1 Mrd. Euro
- 2003: 2,7 Mrd. Euro
- 2004: 2,3 Mrd. Euro
- 2005: 2,2 Mrd. Euro
- 2006: 2,3 Mrd. Euro
- 2007: 2,396 Mrd. Euro
- 2008: 2,325 Mrd. Euro[9]
- 2009: 2,102 Mrd. Euro[10]
- 2010: 2,249 Mrd. Euro[11]
- 2011: 2,299 Mrd. Euro[12]
- 2012: 2,503 Mrd. Euro[13]
- 2013: 2,514 Mrd. Euro[14]
- 2014: 2,633 Mrd. Euro[15]
- 2015: 3,022 Mrd. Euro[16]
- 2016: 3,194 Mrd. Euro[17]
- 2017: 3,219 Mrd. Euro[18]
- 2018: 3,217 Mrd. Euro[19]
- 2019: 3,360 Mrd. Euro[20]
- 2020: 1,305 Mrd. Euro[21]
- 2021: 1,113 Mrd. Euro[22]
- 2022: 1,960 Mrd. Euro[1]

## Tiefkühlproduktion

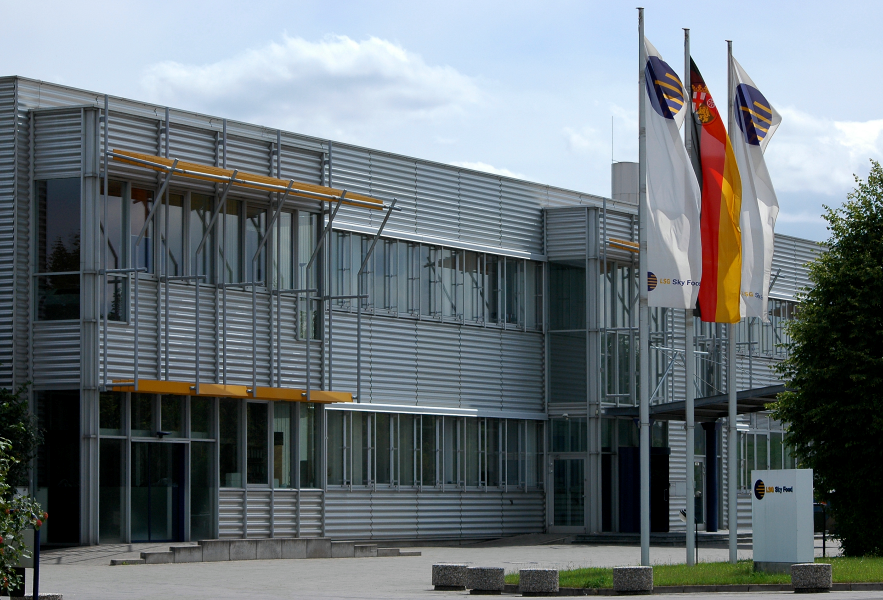
TK-Produktionsstätte Alzey

Aufgrund steigender Nachfrage produziert LSG Sky Chefs weltweit pro Jahr mehr als 34 Millionen Tiefkühl-Mahlzeiten. Die Tiefkühlbetriebe der LSG Group befinden sich in Alzey (etwa 50 Kilometer vom Rhein-Main Flughafen Frankfurt entfernt), Pittsburgh (USA) und Qingdao (China). Darüber hinaus gibt es Joint Ventures in Rom (Italien) und Antalya (Türkei), die auf Snacks, Desserts und Salate spezialisiert sind.
Die Betreiberfirma des Standorts Alzey, LSG-Sky Food GmbH, wurde 1994 als Tochtergesellschaft der LSG Lufthansa Service Holding AG gegründet.
Der Betrieb in Alzey stellt wöchentlich etwa 500.000–700.000 TK-Mahlzeiten her und beliefert Fluggesellschaften wie Lufthansa, American Airlines, Alitalia und viele weitere mit fast 27 Millionen Mahlzeiten pro Jahr. Die Produktion in Alzey verfügt über eine Menüauswahl von bis zu 600 Gerichten und 100 ethnischen Varianten.

## Tochtergesellschaften

### Retail inMotion
Das Unternehmen Retail inMotion ist eine 100%-Tochter und wurde 2016 von der LSG gekauft. Das Hauptgeschäft umfasst Retail- und Technologielösungen für Airlines weltweit. Der Hauptstandort ist in Dublin.

## Auszeichnungen

Schaukochen der LSG Sky Chefs auf einer Messe

Die Tochtergesellschaft SPIRIANT wurde für Produktdesign mehrfach international ausgezeichnet. Zu den zahlreichen Preisen gehören u. a. der Red Dot Design Award, die Auszeichnung des IF Industrie Forum Design und der Crystal Cabin Award für den Quantum Trolley (2010).

## Kritik

### Wiederholte Hygieneverstöße in den USA
Bei Überprüfungen durch die US-amerikanische Lebensmittelbehörde FDA wurde LSG Sky Chefs wiederholt wegen Verstößen gegen die Hygienevorschriften bei der Verarbeitung und Zubereitung von Nahrungsmitteln verwarnt.
Im Dezember 1996 wurde LSG Sky Chefs wegen unzureichender Kühlung bei der Lagerung verderblicher Lebensmittel, Schmutz an Geräten und auf Böden, zu niedrigen Spülwassertemperaturen und Problemen bei der Eismaschine in ihren Einrichtungen in Oklahoma City und Tulsa von der FDA verwarnt.
Im März 1999 wurde LSG Sky Chefs wegen sechs ernsthaften Verstößen in der Küchenhygiene in ihrer Einrichtung in Dulles (Virginia) von der FDA verwarnt.
Im August 2008 wurde LSG Sky Chefs wegen des unhygienischen Umgangs bei der Verarbeitung von Meeresfrüchten in ihrer Einrichtung in East Granby (Hartford County) von der FDA verwarnt.
Im Dezember 2009 wurde LSG Sky Chefs von der FDA wegen unhygienischer Zustände verwarnt. Die Zulassung der von LSG Sky Chefs in Denver betriebenen Einrichtung zur Zubereitung von Nahrungsmitteln für Fluggesellschaften wurde von „zugelassen“ (englisch approved) auf „vorläufig“ (englisch provisional) herabgestuft. Bei einer Überprüfung der Einrichtung im September und Oktober 2009 wurden in vielen Bereichen tote und lebende Kakerlaken und andere Insekten gefunden. Weiterhin wurde beobachtet und kritisiert: Angestellte verarbeiten das Essen mit bloßen Händen oder mit nicht desinfizierten Handschuhen, von der Decke auf Besteck tropfendes Wasser, Wasserpfützen im Abfallraum, Ansammlung von Dreck in Kühlräumen und Spülmaschinen, und Löcher in den Wänden, in denen sich Insekten und anderes Ungeziefer ansiedeln kann. Außerdem kritisiert wurde die Nichtbeachtung von Hygienevorschriften beim Umgang mit gespültem Besteck, Reinigungsschläuchen und der Lagerung des Abfalls. In drei vom Küchenboden entnommenen Proben konnte der Listeriose auslösende Krankheitserreger Listeria monocytogenes identifiziert werden. LSG Sky Chefs wurde eine Frist von 30 Tagen gesetzt, die beanstandeten Punkte zu korrigieren. In einem Schreiben vom 19. Januar 2010 informierte die FDA LSG Sky Chefs, dass der Betrieb in Denver die erneute Inspektion bestanden und die uneingeschränkte Betriebserlaubnis mit sofortiger Wirkung zurückerlangt habe. Laut den Ergebnissen der erneuten Inspektion hat das Unternehmen alle Schritte unternommen, um die von der FDA in ihrem ursprünglichen Bescheid vom 10. Dezember 2009 aufgezeigten Mängel zu beseitigen.